# 托立敦灣
托立敦湖（英語：Loch Torridon）是位於英国蘇格蘭西海岸西北高地的一個豁口水道。:878